# Hoomstock
Hoomstock je humanitarni rock festival kojeg Humska udruga mladih, organizira se u Humu na Sutli od 2006. godine. Cilj festivala je promovirati kvalitetnu rock glazbu i jednog dana izrasti u velik regionalni događaj, a uz to sav prikupljeni novac donirati nekoj mladoj osobi iz regije kojoj je novac neophodan. Dosad su prikupljenim sredstvima plaćali operaciju kuka, lasersku operaciju očiju, poseban inhalator za oboljele od cistične fibroze, opremu za učionicu djece s posebnim potrebama, i sl. 
Od 2011. u sklopu festivala održava se i DemoFest koji priliku daje autorskim sastavima za promoviranje nove rock glazbe.
Festival tradicionalno okuplja više od 1000 poklonika rocka, a broj posjetitelja iz godine u godinu raste. Također, regionalni moto klubovi također sudjeluju na ovom festivalu.
Hoomstock se prve dvije godine godine održavao u lokalnoj kino dvorani, no od 2008. godine Hoomstock se održava na otvorenom, na igralištu osnovne škole.

## Izvođači na Hoomstocku
Hoomstock održan 1. rujna 2006.
- Retro 69,
- Superbake,
- Delikt,
- The Humskey,
- Zadruga,
- Juci

Hoomstock održan 31. kolovoza 2007.
- Zadruga,
- The Trio - AC/DC & ZZ Top cover sastav,
- Dečki 'z Huma - Tribute to Majke,
- Rufusi

Hoomstock održan 29. kolovoza 2008.
- Queen tribute sastav,
- Kula,
- Dijabaz,
- Delay
- Dečki 'z Huma,
- 6 Wheel Cadillac

Hoomstock održan 28. kolovoza 2009.
- Atomsko sklonište,
- Crni Ribar,
- Chimily's - RHCP tribute,
- Bad Mushrooms,
- Sindikat

Hoomstock održan 20. kolovoza 2010.
- Belfast Food,
- PickSiebner,
- The Trio - AC/DC & ZZ Top cover sastav,
- 3 Debela Psa

Hoomstock 19. kolovoza 2011.
- Psihomodo pop,
- VIS Peri Deri,
- Crni Ribar,
- Dijabaz,
- Flair

Hoomstock 25. kolovoza 2012.
- Pips, Chips & Videoclips,
- Pozdrav Azri - Leiner, Hrnjak,
- On/Off AC/DC tribute sastav,
- Demo Festival

Hoomstock 23. kolovoza 2013.
- Gustafi,
- Smallhouse Brown,
- Dijabaz,
- The Guest,
- Džem

## Vanjske poveznice
- Hoomstock  Arhivirana inačica izvorne stranice od 27. kolovoza 2009. (Wayback Machine)
- Hoomstock facebook profil